# Гампелен
Гампелен (нім. Gampelen) — громада  в Швейцарії в кантоні Берн, адміністративний округ Зееланд.

## Географія
Громада розташована на відстані близько 31 км на захід від Берна.
Гампелен має площу 10,6 км², з яких на 11,2% дозволяється будівництво (житлове та будівництво доріг), 58% використовуються в сільськогосподарських цілях, 25,4% зайнято лісами, 5,4% не є продуктивними (річки, льодовики або гори).

## Демографія
2019 року в громаді мешкало 953 особи (+22,5% порівняно з 2010 роком), іноземців було 18,9%. Густота населення становила 90 осіб/км².
За віковим діапазоном населення розподілялося таким чином: 18,7% — особи молодші 20 років, 63,8% — особи у віці 20—64 років, 17,5% — особи у віці 65 років та старші. Було 404 помешкань (у середньому 2,3 особи в помешканні).
Із загальної кількості 786 працюючих 85 було зайнятих в первинному секторі, 147 — в обробній промисловості, 554 — в галузі послуг.